# Jeshm Afet Hanimefendi
Jeshm Afet Hanim (1830 - 11 tháng 11 năm 1907) (tiếng Ả Rập: جشم آفت هانم; tiếng Thổ Nhĩ Kỳ: Çeşm İfet Hanım), là một thứ phi của Phó vương Ai Cập Isma'il Pasha. Bà là mẹ nuôi của vương hậu Melek Tourhan, vợ sau của Hussein Kamel của Ai Cập.

## Tiểu sử
Jesh Afet Hanimefendi được sinh ra tại Circassia vào khoảng năm 1830. Bà bị bắt đi trong một cuộc tấn công và bị bán làm nô lệ. Bà nhập hậu cung của Isma'il Pasha với thân phận là một tỳ thiếp. Tuy nhiên, Ismai'l Pasha đã giải thoát cho bà và tổ chức hôn lễ một cách hợp pháp vào năm 1863, cùng năm ông lên ngôi, và bà được trao danh hiệu là Đệ tam Vương phi, và là vợ thứ ba của Ismai'l. Cuốn sách viết về giáo huấn phụ nữ của Al-Tahtawi có tựa đề là "al-Murshid al-Amin lil Banat wa al-Banin" (tạm dịch: "Hướng dẫn chân thành cho các cô gái và chàng trai"), và đã được phó vương Ismail đặt mua sau khi Jeshm Afet Hanim sử dụng tiền của chính mình để thành lập trường công lập đầu tiên dành cho nữ sinh tại al-Suyufiya vào năm 1873, làm tiếng tăm của bà nổi thêm.
Phả tộc hoàng gia ghi lại rằng, Jeshm Afet không có bất kỳ người con nào với Ismail. Điều này có thể giải thích cho việc quan tâm của bà dành cho việc giáo dục các thiếu nữ. Hasan Tourhan Pasha, thuyền trưởng của Hải quân Ottoman đã thỉnh cầu thứ phi nhận nuôi người con gái Melek Tourhan của mình. Melek được Jeshm Afet nhận nuôi, vào những năm 1870. Jesh Afet có mối quan hệ với nhà thơ Aisha Taymur, được hình thành bởi sự quan tâm của họ đối với nền giáo dục và thơ ca.
Thứ phi Jeshm Afet Hanimefendi qua đời vào ngày 11 tháng 11 năm 1907, thọ khoảng 77 tuổi, được chôn cất tại lăng Khedival, nhà thờ Hồi giáo Al-Rifa'i, Cairo, Ai Cập.